# Fòrum d'August
El Fòrum d'August és un dels fòrums imperials de Roma, construït per August. Inclou el temple de Mars Ultor («Mart el Venjador»).

## Història
August va jurar edificar un temple en honor de Mart, el déu romà de la guerra, durant la batalla de Filipos l'any 42 aC. Després de guanyar la batalla, amb l'ajut de Marc Antoni, August s'havia venjat de la mort del seu pare adoptiu, Juli Cèsar. August es va convertir en el primer emperador de Roma l'any 27 aC., i van començar a formar-se els plans per a la construcció del temple.
Sembla que la construcció no va començar al fòrum fins prop de l'any 20 aC., quan August a venjar a Roma novament, aquesta vegada en negociar el lliurament dels estendards perduts per Marc Licini Cras Dives I davant els parts. La terra on es construiria el fòrum ja era propietat del mateix August. Malgrat tot, els plans inicials exigien més superfície que la que en principi ell tenia. Així que per mantenir-se a la terra que tenia, els plans van ser alterats lleugerament, així que és aparent una certa asimetria, especialment a la cantonada oriental del recinte; per això afirma Suetoni que August o es va atrevir a agafar les cases dels propietaris confrontants per la força. Aquesta proclamada bona obra, probablement no fora més que un truc per estalviar a August problemes i diners. Aquests temes de terres, així com nombroses errades arquitectònics, van prolongar la construcció. El fòrum incomplet i el seu temple es van inaugurar quaranta anys després d'haver-se promès, l'any 2 aC.

## Ús del fòrum
El fòrum d'August es va erigir tant per allotjar un temple en honor de Mart com per proporcionar espai per a procediments legals, atès que el Fòrum Romà estava ja saturat. Abans de la batalla, els generals militars sortien del temple de Mart, després de celebrar una cerimònia. Altres rituals succeïen al temple, incloent l'assumpció de la toga virilis pels joves. El Senat es reunia al temple quan discutia la guerra i els generals victoriosos dedicaven els botins dels seus triomfs a Mart davant l'altar. Les armes i d'altres objectes robats a l'enemic, o saquejats, recuperats de la batalla, s'emmagatzemaven igualment al fòrum.

## Arquitectura

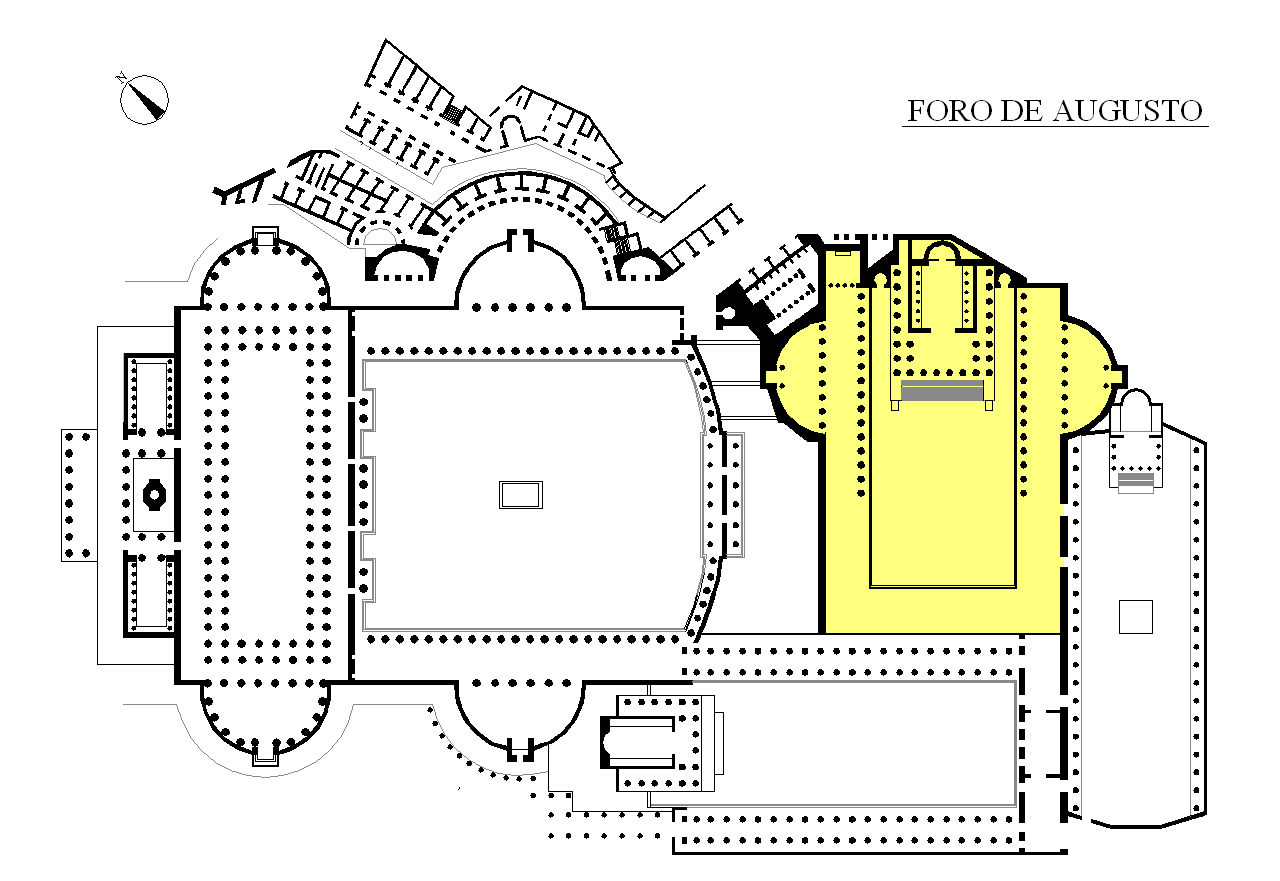
Ubicació del Fòrum d'August dins dels fòrums imperials.

El fòrum queda perpendicular al fòrum de Cèsar, actualment separat d'ell per la Via dei Fori Imperiali, que es va construir sobre una porció no excavada del fòrum, deixant enterrades claus vitals sobre el disseny. Mirant des de la carretera, el fòrum d'August està flanquejat a la seva esquerra pel fòrum de Trajà i a la seva dreta pel fòrum de Nerva.
Immediatament darrere el fòrum queda el barri de Suburra, tristament cèlebre en temps antics per la seva pobresa, i que tendia a patir incendis. Per tant, es va construir un alt mur de pedra, que encara roman, per protegir l'arquitectura de marbre, del foc, i per servir un segon propòsit: tapar la vista del barri pobre.
El disseny del fòrum era relativament simple. Consisteix en un espai obert molt gran (125 metres x 90 metres) emmarcat per columnates de marbre a ambdós costats. Al fons del fòrum estava el temple de Mart el Venjador. El temple quedava alt després d'un tram d'escales, i l'entrada estava envoltada de columnes pròpies. Dins del temple, una llarga cel·la acabava en un absis que contenia estàtues de Mart i de  Venus. Tant a l'esquerra com a la dreta del temple, hi havia dues sales semicirculars, conegudes com a exedrae. Les exedrae tenien la majoria de les estàtues dintre del fòrum.
El fòrum era un dels més bonics edificis de la seva època.  Plini ho considerava com un dels tres més bells que havia vist. Els altres dos eren el temple de la Pau i la Basílica Emília. Els materials de construcció eren cars i magnífics. La fusta usada es va talar als Alps Rètics i peces recuperades podrien ser usades encara avui. El marbre «cipollino» era del millor disponible.

## Escultura

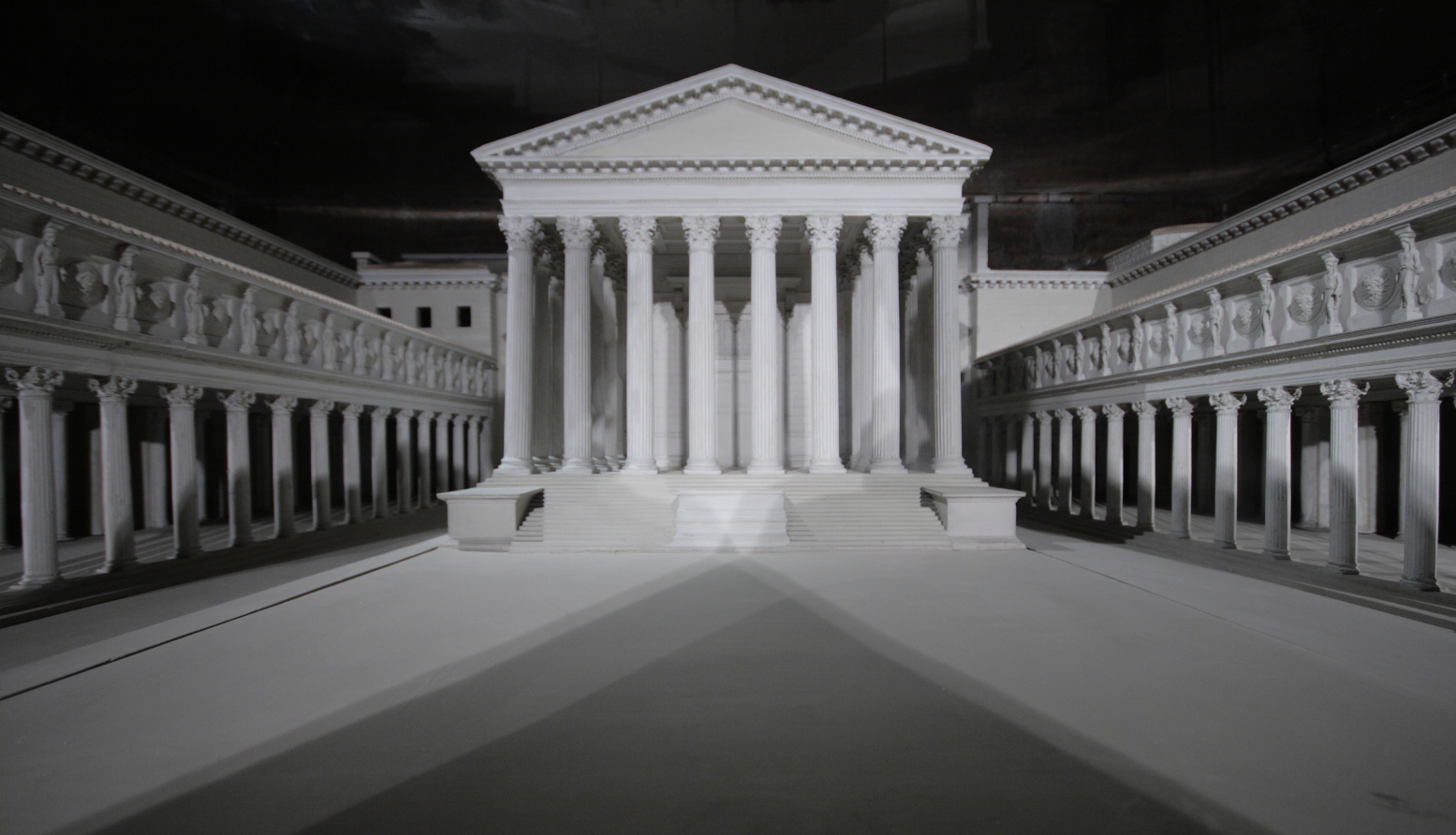
Recreació del Fòrum d'August

El fòrum estava ple d'un ric tapís de diferents estàtues. Les més destacades eren les d'August amb el vestit militar complet en el centre del fòrum, i les de Mart i Venus en el temple. En resum, hi havia 108 busts amb inscripcions dels èxits de cada individu, proporcionant una idea important de com August veia el seu paper dintre de la història romana. A més a més de les estàtues de tots els romans vencedors, de marbre o bronze i que estaven col·locades al llarg del costat esquerre del fòrum i en les exedrae de l'esquerra, tot el costat dret i els seus exedrae estaven plens d'estàtues d'homes de la dinastia Júlio-Clàudia. Formen el llinatge d'August mitjançant catorze reis albanesos fins i tot els fundadors Enees i Ròmul. Aquestes figures reforçaven la importància tant el llinatge romà com del llinatge prestigiós del mateix August. En anunciar aquest llinatge reforçava el seu poder i autoritat com a líder. També, en col·locar-se a ell mateix entre les grans figures i els herois, es presentava a ell mateix amb una més gran importància, com un de «els grans», mereixedor del poder que tenia.
Les estàtues del fòrum proporcionaven excel·lents raons a August per reclamar la seva restauració de la República. No només eren honrats els grans homes del passat de Roma a través dels seus busts, sinó que també August estava establint el seu llinatge amb relació a aquests homes, de sang o en esperit. Això proporcionava a August una altra connexió entre ell i la vella república, una època de la història de Roma que ell contínuament intentava invocar durant el seu regnat.